# Stephen Grossberg

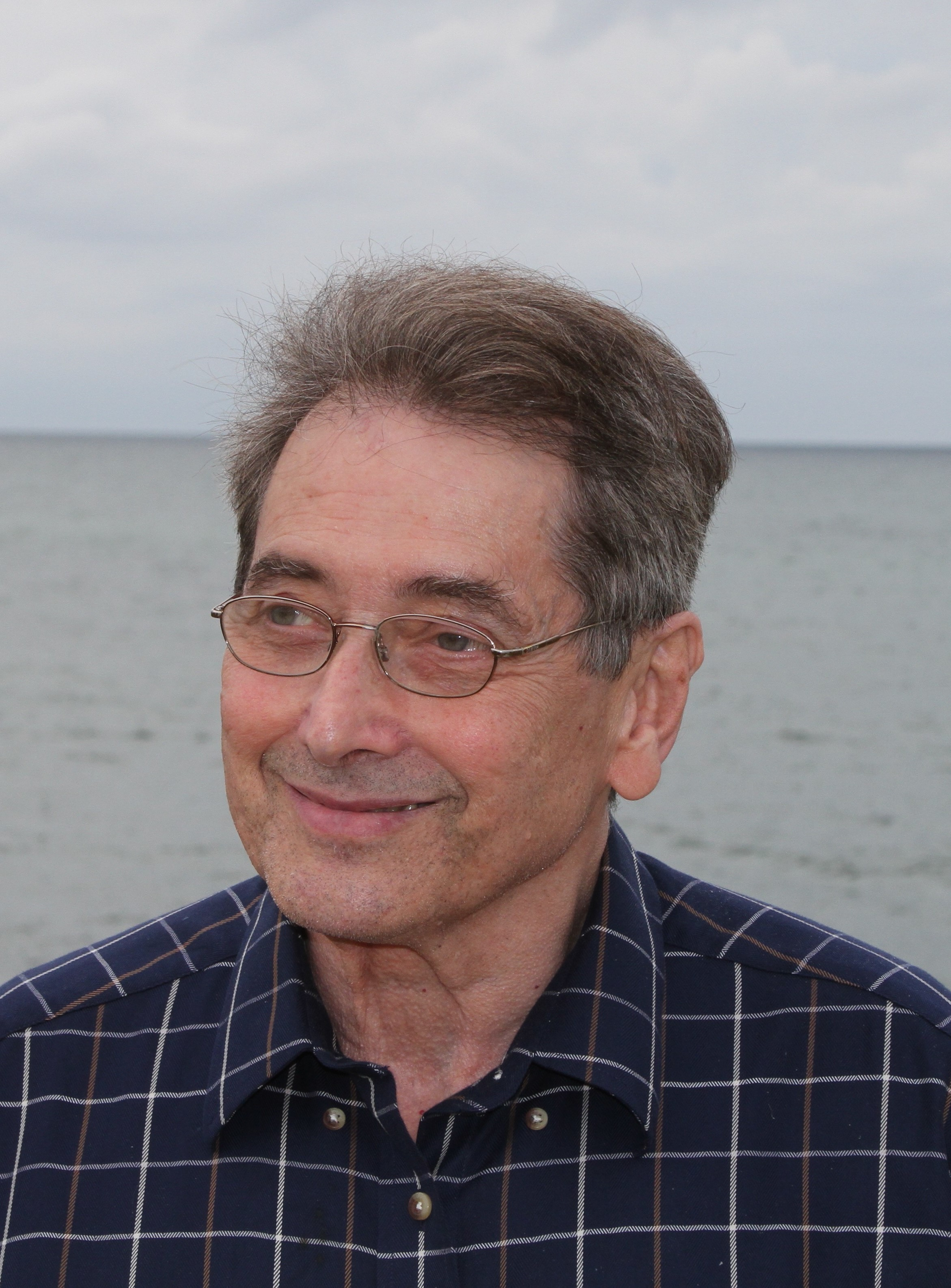
Stephen Grossberg

Stephen Grossberg (* 31. Dezember 1939 in New York City) ist ein amerikanischer Kognitionswissenschaftler und Mathematiker.
Er wurde 1967 mit der Dissertation Some Nonlinear Networks Suggested by Learning Theory zum Ph.D. in Mathematik an der Rockefeller University promoviert. 1969 erhielt er ein Forschungsstipendium der Alfred P. Sloan Foundation (Sloan Research Fellowship).
Grossberg ist Wang Professor of Cognitive and Neural Systems und Professor für Mathematik, Psychologie und Biomedical Engineering an der Boston University. Er leitet das Department of Cognitive and Neural Systems an der Boston University.
Grossberg gehört zu den Begründern der Forschungsgebiete computational neuroscience, connectionist cognitive science und
künstliche neuronale Netze. Zusammen mit seiner Frau Gail Carpenter entwickelte er die adaptive Resonanztheorie der neuronalen Architektur.

## Publikationen
- S. Grossberg: Adaptive pattern classification and universal recording: I. Parallel development and coding of neural feature detectors. In: Biological Cybernetics. 2, 1976, S. 121–134
- Grossberg S (2025): Neural network models of autonomous adaptive intelligence and artificial general intelligence: how our brains learn large language models and their meanings. Front. Syst. Neurosci. 19:1630151. doi:10.3389/fnsys.2025.1630151.